# Freiburger Verkehrs AG
Het bedrijf Freiburger Verkehrs AG is een transportbedrijf dat grotendeels van het openbaar vervoer in Freiburg im Breisgau exploiteert. Het transportbedrijf exploiteert 5 tramlijnen (lijnen: 1, 2, 3, 4 en 5) en 22 buslijnen met een 248 kilometer lang netwerk van lijnen. Daarnaast exploiteert de VAG de Schauinslandbahn, die sinds 1982 in 1930 werd geopend.  
De VAG rijdt vooral met Mercedes-Benz Citaro bussen maar ze hebben ook een paar (elektrische) Solaris Urbino 18 bussen in dienst. De VAG gaat in 2025 een aanbesteding doen bij Mercedes-Benz voor Elektrische Citaro bussen. 

## Geschiedenis
De voorloper van de VAG was de directie van het elektriciteitsbedrijf en de tram, die op 1 oktober 1899 werd opgericht.
Op 14 oktober 1901 werden de door paarden getrokken buslijnen die sinds 1891 bestonden vervangen door de elektrische tram. De taak van de directie was om zo snel mogelijk een stabiele stroomvoorziening voor de trams te bieden. Dit gebeurde toen de elektriciteitscentrale op de hoek van de Eschholzstrasse in bedrijf werd genomen. De energiecentrale werd in de jaren vijftig offline gehaald en herbergt nu drie scholen en een cultureel centrum.
Op 1 januari 1974 werd de directie opgenomen in de VAG. Tegenwoordig werkt VAG samen met de regionale energieleverancier Badenova, een aanbieder onder de mantel van Stadtwerke Freiburg.
In oktober 1970 nam het bedrijf het busdepot op Haid in gebruik. In 1992 verhuisde ook de administratie van het historische depot Zuid ernaartoe. In 1995, kort na de opening van de lightraillijn naar Munzinger Straße aan de Haid, volgden de tramwerkplaats en de remise. Sindsdien is het depot voortdurend uitgebreid.
In 2021 is begonnen met de bouw van een 78 meter lange overkapping voor elektrische bussen die plaats biedt aan 32 voertuigen. Nadat lijn 27 sinds 2019 wordt bediend met elektrische voertuigen, is het wagenpark in september 2022 uitgebreid van 2 naar 17 voertuigen – waaronder 10 gelede bussen – die nu op de lijnen 11, 14, 19 en 24 worden ingezet. Het wagenpark moet in 2030 volledig zijn omgebouwd van diesel- naar elektrische aandrijving.

## Lijnen
Zie ook: Tram van Freiburg im Breisgau
| Tramlijn | Eindpunt     | Traject | Eindpunt    |
| -------- | ------------ | --- | ----------- |
| 1        | Littenweiler | (Littenweiler) Laßbergstraße - Waldsee - Oberau - Bertoldsbrunnen - Stadttheater - Freiburg Hbf - Betzenheusen (Landwasser) Moosweiher                       | Landwasser  |
| 2        | Hornusstraße | (Hornusstaße) Hornusstraße - Eugen-Martin-Straße - Stühlinger - Freiburg Hbf - Stadttheater - Bertoldsbrunnen - Wiehre - Dorfstraße (Günterstal)             | Günterstal  |
| 3        | Vauban       | (Vauban) Insbrucker Straße - Vauban - Wiehre - Bertoldsbrunnen - Stadttheater - Freiburg Hbf - Weingarten - Munzinger Straße (Haid)                          | Haid        |
| 4        | Messe        | (Messe) Messe - Europa-Park Stadion - Stühlinger - Freiburg Hbf - Stadtheater - Betoldsbrunnen - Europaplatz - Hornusstraße - Gundelfinger Staße (Zähringen) | Zähringen   |
| 5        | Rieselfeld   | (Rieselfeld) Bollerstaudenstraße - Weingarten - Gartenstadt - Stadttheater - Europaplatz (Europaplatz)                                                       | Europaplatz |

| Buslijn | Traject | Reistijd  |
| ------- | --- | --------- |
| 10      | Paduaallee – Mooswald – Elsässer Str. – Bissierstraße                                                                                   | 13 min    |
| 11      | Haid – St. Georgen – Vauban (– Pressehaus) – Hauptbahnhof                                                                               | 32/30 min |
| 14      | Hauptbahnhof – Eschholzstraße – Stühlinger – Laufener Straße – Haslach – (St. Georgen –) Haid                                           | 32/34 min |
| 15      | Gundelfinger Str. – Gundelfingen – Wildtal – Berggasse (Betriebsdurchführung: OVS Schumacher, Sexau)                                    | 17 min    |
| 16      | Gundelfinger Str. – Gundelfingen – Gundelfingen Bf. – Am Waldfriedhof (Betriebsdurchführung: OVS Schumacher, Sexau)                     | 8 min     |
| 17      | Littenweiler – Kappel (– Molzhofsiedlung)                                                                                               | 16/17 min |
| 18      | Littenweiler – Ebnet | 7/9 min   |
| 19      | Paduaallee – Lehen Ziegelei (– Mundenhof)                                                                                               | 9/14 min  |
| 21      | Günterstal – Schauinslandbahn (– Horben)                                                                                                | 13/14 min |
| 22      | Bissierstraße – Messe – IKEA – Industriegebiet Nord – Gundelfinger Str.                                                                 | 24 min    |
| 23      | Hauptbahnhof – Rennweg – Industriegebiet Nord – Gundelfinger Str.                                                                       | 21 min    |
| 24      | Munzinger Straße – Rieselfeld – Paduaallee – Mooswaldallee – Gundelfingen Bf                                                            | 38 min    |
| 25      | Hugstetten Bf. – Hochdorf – Industriegebiet Nord – Gundelfinger Str.                                                                    | 22/24 min |
| 27      | Europaplatz – Herdern | 10 min    |
| 31      | Paduaallee – Umkirch – Merdingen – Gündlingen – Breisach (Betriebsdurchführung: Firma Schwarz, Merdingen, „Tuniberg-Express“)           | 50/51 min |
| 32      | Paduaallee – Umkirch – Waltershofen – Opfingen – Rieselfeld – Haid (Betriebsdurchführung: Firma Schwarz, Merdingen, „Tuniberg-Express“) | 40 min    |
| 33      | Haid – Rieselfeld – Opfingen – Tiengen – Munzingen                                                                                      | 27/28 min |
| 34      | Haid – St. Georgen – Eugen-Keidel Bad                                                                                                   | 6/8 min   |
| 35      | Haid – Gewerbegebiet Haid – Tiengen – Munzingen                                                                                         | 17/20 min |
| 36      | (Bissierstr. – Elsässer Str. –) Moosweiher – (Gewerbegebiet Hochdorf –) Hochdorf (– St.-Agatha-Weg)                                     | 9/28 min  |
| 37      | Hauptbahnhof – Pressehaus – Tiengen – Munzingen (Schnellbus)                                                                            | 26/24 min |
| N46     | Hauptbahnhof – Opfingen – Munzingen – Oberrimsingen – Hochstetten – Breisach                                                            | 50 min    |
| N47     | Hauptbahnhof – Umkirch – St. Nikolaus – Merdingen – Ihringen Bahnhof                                                                    | 30 min    |

## Nachtverkeer
De nachtdienst met de naam “Safer Traffic” werd geëxploiteerd met zeven nachtbuslijnen die op zaterdag- en zondagavond en vóór feestdagen reden. Deze lijnen, vernoemd naar planeten in het zonnestelsel, begonnen onlangs bij de ZOB op het centraal station van Freiburg (tot 15 maart 2014 bij Bertoldsbrunnen) en maakten het mogelijk om de omliggende wijken en gemeenschappen bijna elk uur tussen 01.00 uur en 01.00 uur te bereiken. 05.00 uur
Sinds 14 december 2014 rijden de tramlijnen (behalve lijn 2) elke 30 minuten (van Bertoldsbrunnen van 01.00 uur tot 04.30 uur) op de nachten van zaterdag, zondag en vóór geselecteerde feestdagen. De nachtdienst van de stadsspoorlijn wordt aangevuld met de nachtbuslijnen N46 en N47. Günterstal en verder weg gelegen steden zijn ook bereikbaar met taxi's die beschikbaar zijn bij de overstaphaltes. Voor de lightrail geldt het reguliere RVF-tarief. De nachtbussen N46, N47 en aansluitende taxi's kosten 4 euro.[17]
Sinds eind 2017 bestaat er naar aanleiding van de moordzaak Maria Ladenburger een vrouwennachttaxi, zoals dat ook het geval was van 1991 tot 2003.[18] Elke nacht van 22.00 uur tot 06.00 uur kunnen vrouwen er gebruik van maken voor alle reizen binnen het stadsgebied van Freiburg. Het kost 7 euro.